# Mallophora cingulata
Mallophora cingulata är en tvåvingeart som beskrevs av Artigas och Angulo 1980. Mallophora cingulata ingår i släktet Mallophora och familjen rovflugor.
Artens utbredningsområde är Peru. Inga underarter finns listade i Catalogue of Life.